# Borgsweer (dorp)

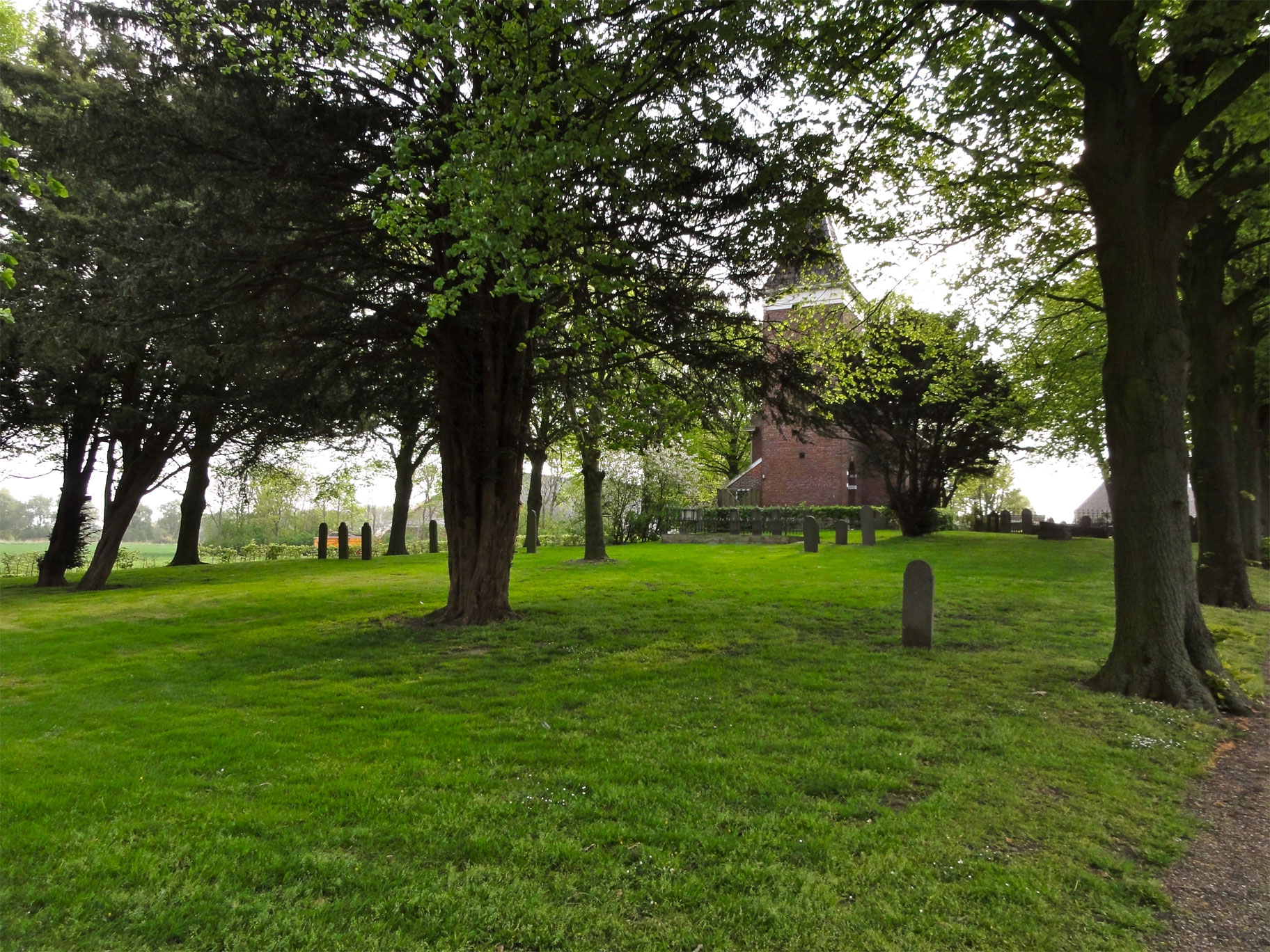
Wierde van Borgsweer met de kerk

Borgsweer (Gronings: Börgsweer) is een klein dorp in de gemeente Eemsdelta in de provincie Groningen in Nederland. Het ligt even ten westen van Termunterzijl, aan de rand van het industrieterrein bij Delfzijl. Het dorpje telt 130 inwoners (2023).
Tot het voormalige kerspel Borgsweer behoort de buurtschap Lalleweer, vroeger ook het gehucht De Knuif of De Kleine Knuif. Het kerspel behoorde in tegenstelling tot de overige dorpen in het Klei-Oldambt niet bij het Termunterzijlvest, maar bij het Oterdumerzijlvest. Volgens een bericht uit de 16e eeuw vormden Borgsweer en Lalleweer oorspronkelijk tevens een afzonderlijke rechtstoel.
Borgsweer ligt op en aan een rechthoekige wierde. Op de wierde staat de voormalige hervormde kerk van Borgsweer, een zaalkerk uit 1881. Het oorspronkelijke kerkgebouw, was gewijd aan Nicolaas van Myra en werd volgens een gedenksteen in 1635 vervangen door nieuwbouw. De vrijstaande kerktoren, afgebeeld op de kaarten van Jacob van Deventer uit het midden van de 16e eeuw, is in de 18e eeuw gesloopt. De hervormde gemeente was eeuwenlang gecombineerd met Termunten; beide dorpen hadden dezelfde predikant. Het kerkgebouw is sinds 1983 eigendom van de Stichting Nicolaus Gillot en wordt gebruikt als buurthuis. Een enkele keer wordt er nog een protestantse kerkdienst gehouden.
Borgsweer had - zo blijkt uit een verklaring uit 1487 - tot het begin van de vijftiende eeuw tevens een borg en vormde tot ver in de zestiende eeuw een zelfstandige rechtstoel. De oudste vermeldingen van de naam zijn Borgiswer (1428), Borgisweer (1432) en Borcxwer (1441). De naam is waarschijnlijk afgeleid van een persoonsnaam *Burg met de uitgang -weer ('wierde').
Ten westen van Borgsweer stond het huis Fluijtenburgh, dat bij de stormvloed van 1686 wegspoelde.
Het voortbestaan van het dorp werd in de jaren zeventig van de twintigste eeuw ernstig bedreigd. De uitbreidingsplannen van het industriegebied Oosterhorn (Delfzijl), waaraan de dorpen in de Oosterhoek (Heveskes, Oterdum en vrijwel geheel Weiwerd) zijn opgeofferd, dreigden ook Borgsweer te zullen opslokken. Door de tegenvallende ontwikkelingen is die bedreiging inmiddels niet meer aan de orde.